# Honorair hoogleraar
Een honorair hoogleraar is een wetenschapper die als hoogleraar wordt aangesteld op een universiteit doordat deze zich op wetenschappelijk gebied zeer onderscheiden heeft. Een honorair hoogleraar heeft een nulaanstelling bij de universiteit. De titel van honorair hoogleraar wordt vergelijkbaar met het eredoctoraat voor het leven gegeven. Een honorair hoogleraar geeft op regelmatige basis gastcolleges en lezingen.